# Обновленское (Кременевское сельское поселение)
Обновленское — деревня в Пошехонском районе Ярославской области России. 
В рамках организации местного самоуправления входит в Кременевское сельское поселение, в рамках административно-территориального устройства — в Погорельский сельский округ.

## География
Деревня находится в северной части области, в подзоне южной тайги, на берегах реки Гремячки, при автодороге 78К-0004, на расстоянии примерно 14 километров (по прямой) к юго-западу от города Пошехонье, административного центра района.
Климат
Климат характеризуется как умеренно континентальный, с продолжительной холодной зимой и коротким умеренно тёплым летом. Среднегодовая температура воздуха — 2,9 — 3,5 °C. Годовое количество атмосферных осадков — 500—750 мм, из которых большая часть выпадает в тёплый период. Преобладающее направление ветра юго-западное.
Часовой пояс
Обновленское, как и вся Ярославская область, находится в часовой зоне МСК (московское время). Смещение применяемого времени относительно UTC составляет +3:00.

## Население
| 2007 | 2010 |
| ---- | ---- |
| 72   | ↗76  |

Национальный состав
Согласно результатам переписи 2002 года, в национальной структуре населения русские составляли 98 % из 85 жителей.

## Общественный транспорт
Обновленское обслуживается пригородным автобусным маршрутом № 106 Пошехонье — Кардинское, междугородними маршрутами №№ 505 Рыбинск — Пошехонье, 506 Ярославль — Пошехонье, 5390 Рыбинск — Череповец, 6794 Иваново — Череповец.